# Colle degli Ometti
Il Colle degli Ometti o Costa degli Ometti è un quartiere residenziale che sorge sulle alture di Quinto, storica delegazione di Genova, su progetto dell’architetto Gianfranco Caniggia,  a partire dal 1982, è stato edificato l'attuale quartiere che ancora oggi si distingue per il garbo con il quale l'insieme abitativo si sia inserito nell'ambiente in maniera conforme ai modi costruttivi tipici della costa ligure.
Tale architetto ideò un modello basato sulla "continuità processuale delle strutture antropiche", portandolo ad adottare, in questo caso, un linguaggio figurativo originale che poggia sui canoni stilistici tradizionali del territorio piuttosto che sugli schemi progettuali in uso al momento della sua progettazione. Ciò fece del quartiere un esempio di emersione urbanistica in contrapposizione alla visione estensiva del panorama.

## Storia

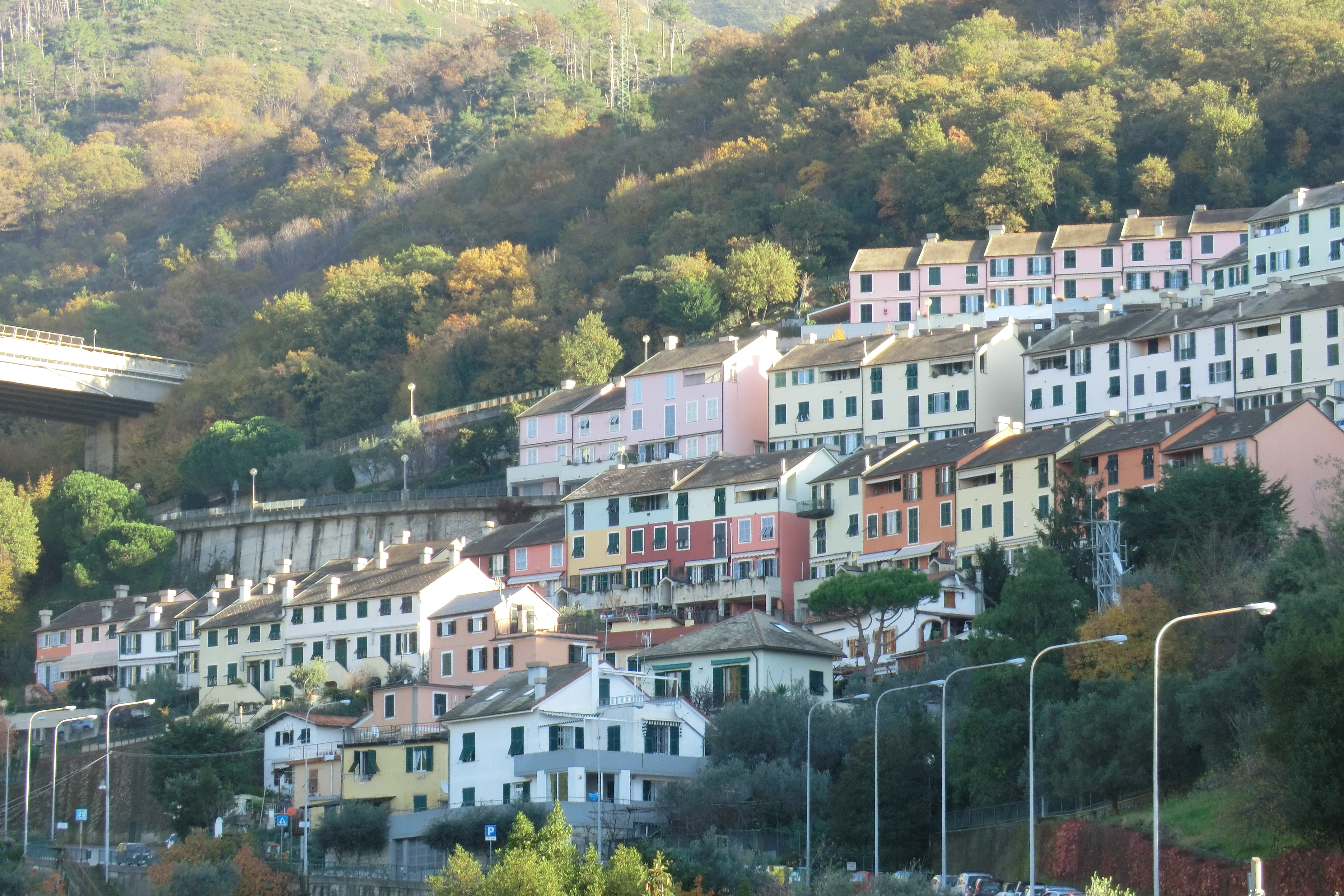
Colle degli Ometti - primo nucleo

Il piano di zona di Quarto approvato nel 1965 e successivamente emendato prevedeva due interventi dalla filosofia diametralmente opposta: l'edificazione di un complesso "intenzionalmente in contrapposizione con l'ambiente e con la città" presso l'area di Costa d'Orecchia (quartiere denominato "Quarto Alto" - settore 2) e "la ricerca di un riaggancio con l'evoluzione storico-tipologico-linguistica dell'organismo urbano attuata mediante il recupero critico delle linee fondamentali di quell'organismo, per fornire risposte adeguatamente moderne e contemporanee ai quesiti posti dalla definizione progettuale e dall'integrazione urbana e ai nuovi problemi socio-abitativi" presso l'area denominata Colle degli Ometti (nei documenti dell'epoca individuata come Costa degli Ometti, settore 4), attorno a preesistenze di tipo colonico.
Il progetto del quartiere risale al 1982; in esso Caniggia utilizzò il metodo da lui stesso codificato di "interpretazione e progetto" rispetto alle componenti edilizia, tessuto urbano e territorio realizzando un insieme abitativo pienamente integrato nell'ambiente e conforme ai canoni costruttivi storici della zona. Ne è risultato un complesso che, analogamente a molte località liguri, sorge in posizione collinare, dominando l'area costiera il cui confine settentrionale è rappresentato dalla strada pedemontana denominata corso Europa e dominato a sua volta dalla sagoma del monte Fasce.
Nacque da tale dispositivo la realizzazione del complesso abitativo denominato appunto Colle degli Ometti, cantierato fra il 1986 e il 1992 anno in cui furono consegnate le ultime unità abitative ai soci della cooperativa edilizia Coopcinque, appositamente costituita per la gestione della fase progettuale. I lavori furono condotti ad opera della Coopsette.

## Caratteri architettonici e urbanistici

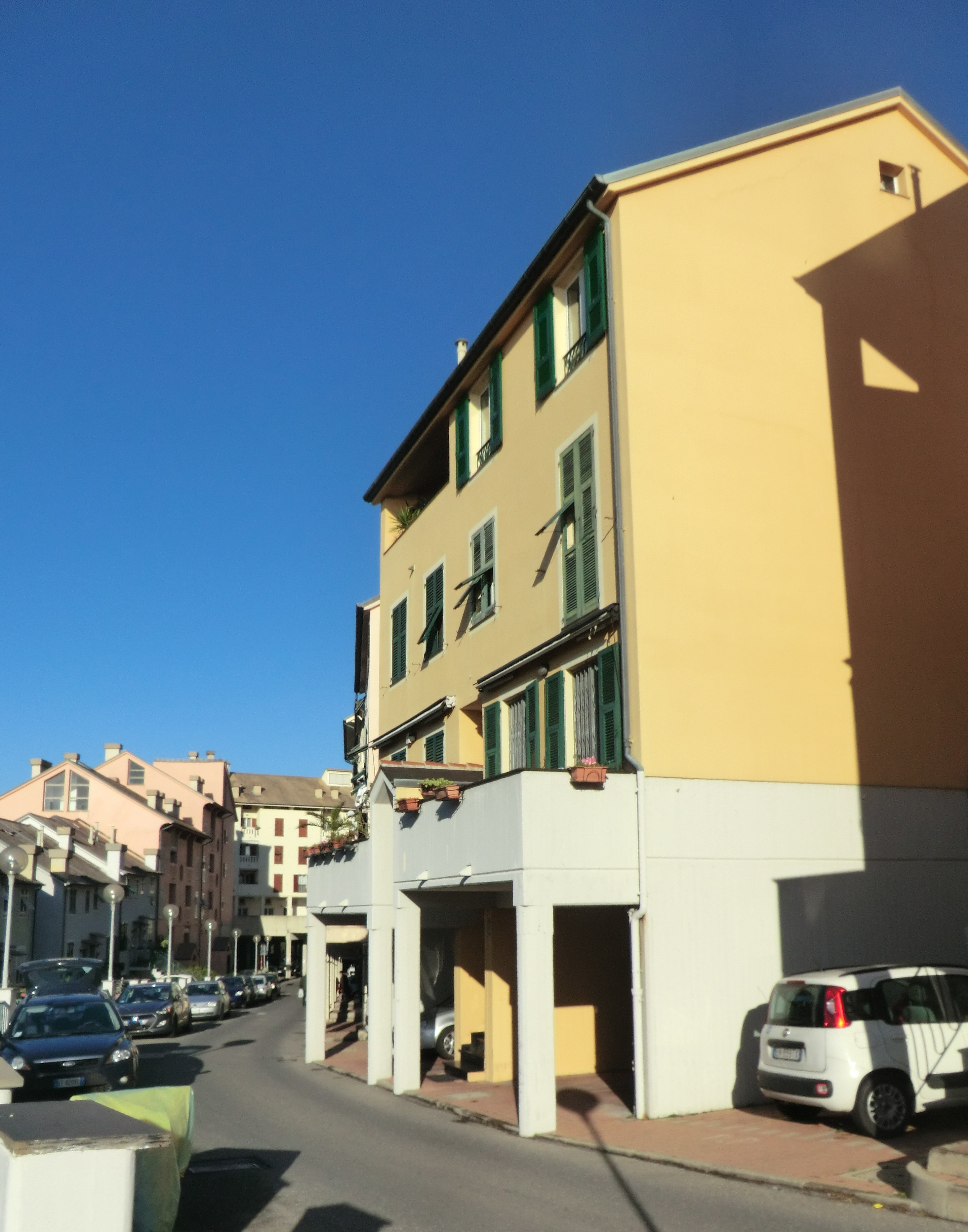
Strutture abitative

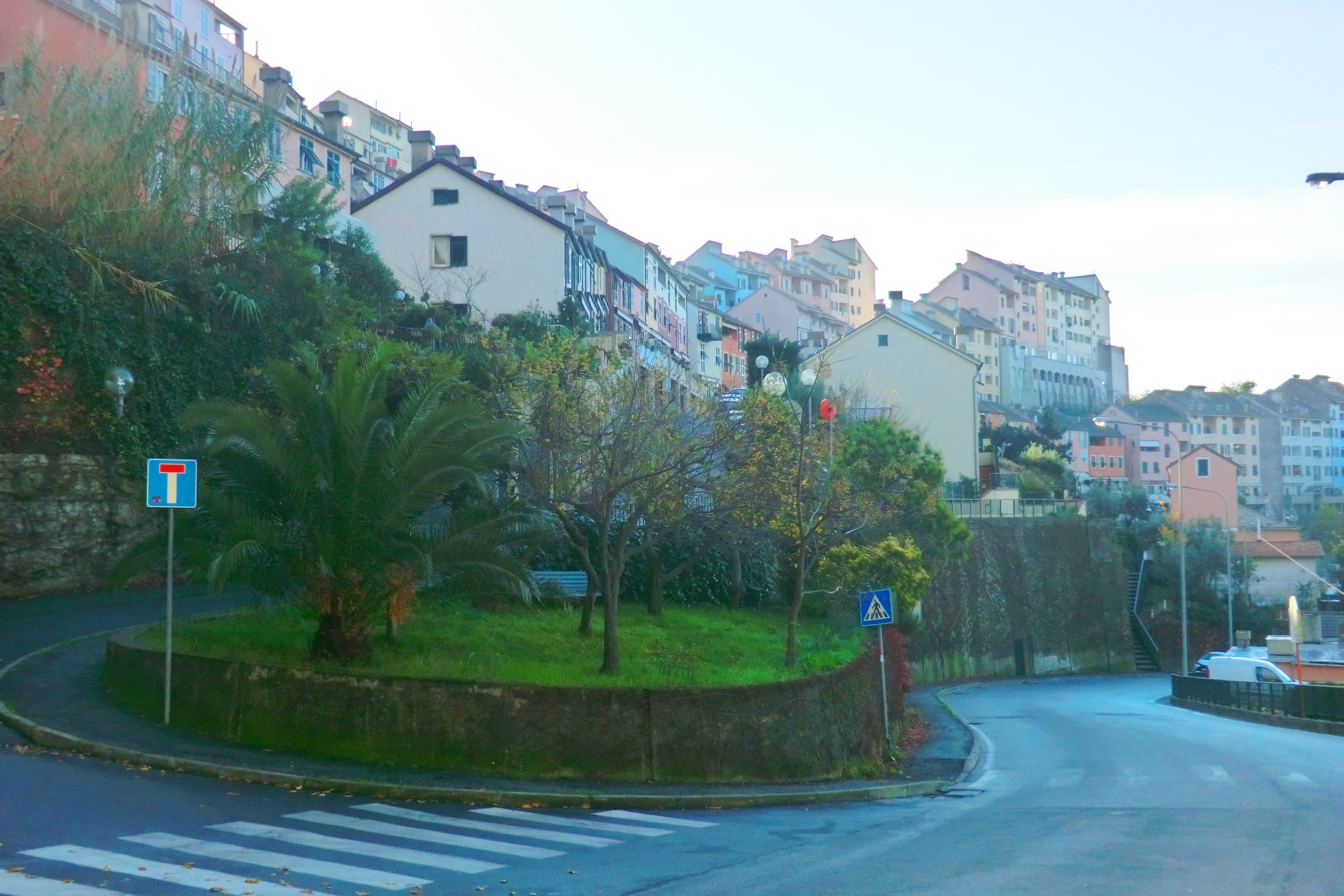
Colle degli Ometti lato Bagnara

Il quartiere è stato più volte citato quale esempio di urbanistica a misura d'uomo; la sua foggia rispetta le curve di livello sulle quali è plasmato il tessuto viario attorno al quale sorgono le abitazioni. All'intersezione fra le strade carrabili e i percorsi pedonali sorge il centro nodale del quartiere, costituito dalla piazza pedonale pubblica (sulla quale era previsto insistessero esercizi commerciali e servizi pubblici solo in parte realizzati e inizialmente attivati) dall'area giochi per bambini e dagli spazi verdi comuni. La stessa relazione fra fabbricati, strade e lotti edificabili portò a un'accentuata personalizzazione dei primi, dimensionati in modo da creare un insieme armonico le cui dimensioni risultano degradanti man mano che ci si allontana dalla piazza centrale e in cui la struttura a schiera consente di adattare sovente i piani terreni ad utilizzi non abitativi (parcheggi coperti). Questi ultimi rappresentano la prevalenza dei posti auto disponibili, limitando l'uso del suolo come parcheggio prevalentemente in fasce di strada lontane dalle abitazioni o nell'area pubblica sottostante la piazza centrale.

### Canoni stilistici

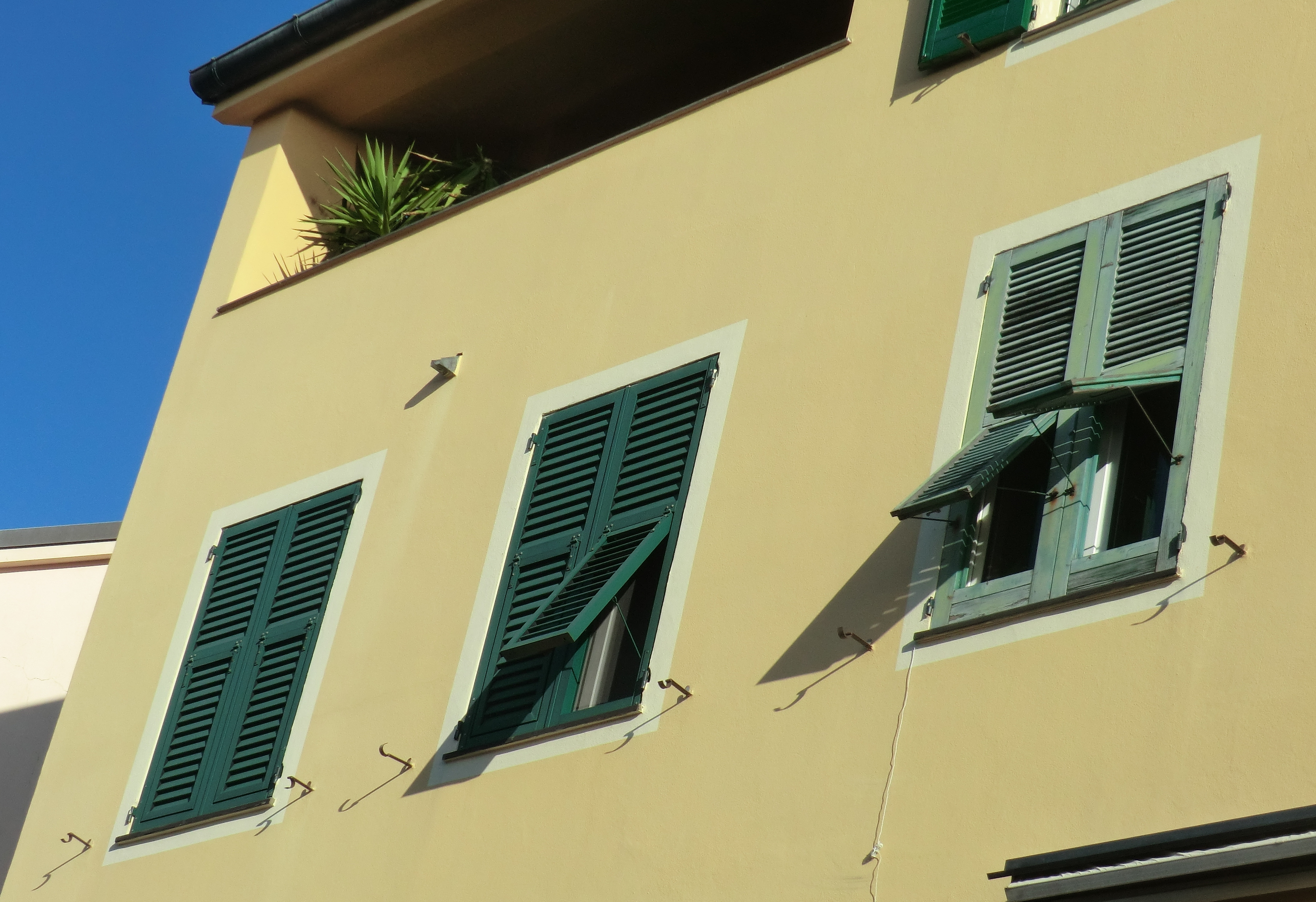
Persiane alla genovese

Gli stessi differenti livelli del terreno consentono di creare accessi autonomi per numerose di tali abitazioni, che assumono così il carattere di case bi-tri familiari. Le aree non edificate, a loro volta, così come avviene storicamente nelle tipiche località liguri, risultano terrazzate e adibite a spazi verdi (orti e giardini privati, uliveti, terreni comuni). Così come nei centri storici, ogni spazio è legato a ciascun edificio pubblico o residenziale, portando all'assenza di aree sporche o abbandonate.
I moduli abitativi riprendono le dimensioni e le proporzioni delle abitazioni dei centri storici della Liguria, con larghezze che variano da 4,5 ai 6 m e profondità che in funzione dell'utilizzo di moduli singoli o doppi nonché della pendenza e dell'orografia del terreno. Le scale di accesso assumono ora carattere di componente esterna, ora interna, ora parallela, ora perpendicolare rispetto alla direzione stradale e con accessi a differenti livelli dei fabbricati; questi risultano comune legati da un continuum costituito dall'uso di materiali tradizionali del luogo, con coperture a falde che riprendono i tetti in ardesia, portoni di accesso in legno e infissi caratterizzati dalle classiche persiane "alla genovese". L'elemento più vistoso rimane in ogni caso la decorazione delle facciate, realizzate con intonaco ricoperto da tinte pastello che virano dal giallo al rosa a seconda degli edifici.

### Risultati

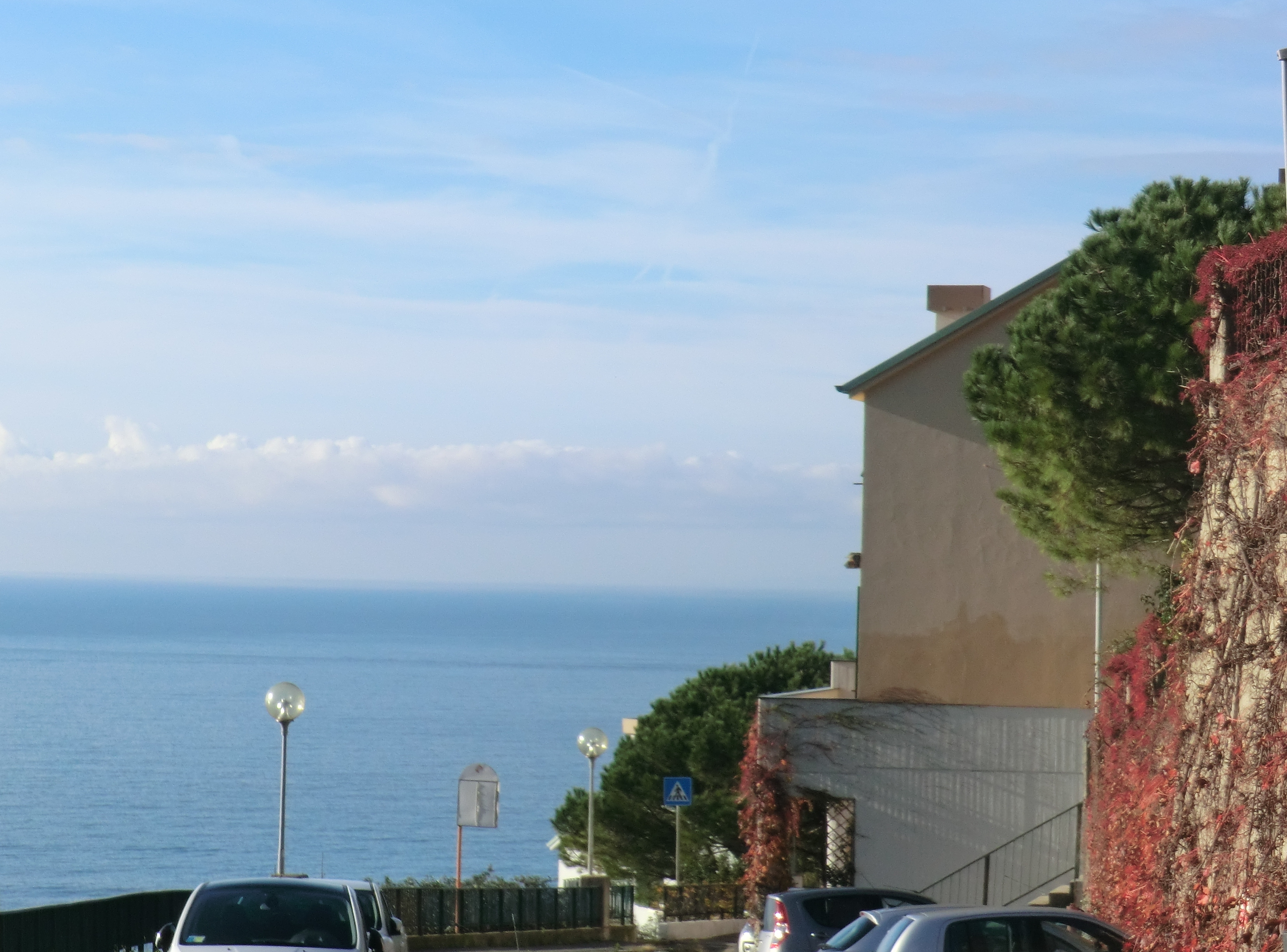
Panorama da Colle degli Ometti

Secondo taluni osservatori le tipologie abitative utilizzate per Costa degli Ometti, pur colto l’obiettivo di allontanarsi dalle esperienze negative maturate altrove, non hanno consentito di cambiare il carattere monofunzionale dell’insediamento; ciò a causa della carenza di caratteristiche "di aggregazione sociale e di mix funzionale più tipiche dei tessuti urbani centrali".
La volumetria dell'area interessata dalla costruzione, così come la struttura del tessuto urbanistico preesistente rimane leggibile anche dopo la fase di edificazione e si individua nella corrispondenza tra fasce altitudinali e successione delle colture agricole che definivano i precedenti ambiti paesistici, solo in parte mutati in area edilizia alla quale risultano comunque raccordati.

## Servizi
Fra le strutture di interesse pubblico, ancorché locale, previste dall'originario piano del Caniggia, sopravvivono l'area giochi per bambini, la palestra e la piazza pedonale, cambiata la destinazione d'uso di alcuni locali che si affacciano su quest'ultima a seguito della chiusura dello studio medico e dei locali commerciali. Ad essi si aggiunge un centro ricreativo che gestisce un campo da calcetto e una sala utilizzata anche per rappresentazioni teatrali ricavato su un'area di proprietà della società Autostrade per l'Italia.
Per la sua natura relativamente isolata dal resto del territorio urbano, Colle degli Ometti ha spesso suscitato attenzioni da parte della municipalità la quale, scartata l'iniziale ipotesi di realizzare un ascensore inclinato nonostante la favorevole condizione orografica, istituì nel 1992 di un'autolinea dedicata, la 513 dell'AMT, in seguito prolungata accorpando un tratto precedentemente servito da un'altra linea e, a partire dal 2013, l'avvio sperimentale di un sistema di chiusura dei cassonetti per la raccolta dei rifiuti solidi indifferenziati volto a incentivare ulteriormente la raccolta differenziata.